# Aurelia (Santa Fe)
Aurelia es una localidad argentina ubicada en el departamento Castellanos de la provincia de Santa Fe. Se encuentra 10 km al este de la Ruta Nacional 34, y 25 km al sur de Rafaela.
Cuenta con una sede comunal y una escuela. El Club Sportivo Aureliense representa a la localidad en los torneos regionales de fútbol.

## Población
Cuenta con 287 habitantes (Indec, 2010), lo que representa 2 personas más frente a los 285 habitantes (Indec, 2001) del censo anterior.
| Gráfica de evolución demográfica de Aurelia entre 1991 y 2010 |
|                                                               |
| Fuente: Censos nacionales del INDEC                           |